# Powiat kowelski
Powiat kowelski – dawny powiat guberni wołyńskiej, później pod Zarządem Cywilnym Ziem Wschodnich w Okręgu Wołyńskim, od 17 stycznia 1920 r. pod Zarządem Cywilnym Ziem Wołynia i Frontu Podolskiego. 1 czerwca 1920 r. przekazany Rządowi Rzeczypospolitej Polskiej. 12 grudnia 1920 r. pod Zarządem Terenów Przyfrontowych i Etapowych z powiatu wyłączono gminy: Chociszów, Lelików, Wielka Głusza, Soszyczno, Borowno i Kamień Koszyrski do nowo utworzonego powiatu koszyrskiego oraz przyłączono gminy: Krymno i Nowy Dwór z powiatu włodzimierskiego. 19 lutego 1921 r. wszedł w skład nowo utworzonego województwa wołyńskiego II Rzeczypospolitej. Jego siedzibą było miasto Kowel. W skład powiatu w II Rzeczypospolitej wchodziło 15 gmin wiejskich, 2 miejskie, 314 gromad wiejskich (sołectw) i 2 miasta.

## Dane
Powiat kowelski zajmował północno-zachodnią część województwa wołyńskiego i graniczył: od zachodu z powiatem lubomelskim, od północy z województwem poleskim (powiaty koszyrski i brzeski), od wschodu z powiatem sarneńskim oraz od południa z powiatami: łuckim, horochowskim i włodzimierskim.
Powierzchnia powiatu wynosiła 5.682 km² i stawiała go w rzędzie największych powiatów w Polsce, był też największym powierzchniowo powiatem na terenie województwa wołyńskiego. Ludność powiatu wynosiła 255,1 tys. osób (według spisu z 1931 r.), a więc dawała wskaźnik zaludnienia 45 osób na 1 km².
Powiat w większości zamieszkany był przez ludność ukraińską liczącą 185,4 tys. (72,7%). Drugą narodowością pod względem liczebności byli tam Polacy liczący 36,7 tys. (14,4%) osób. Reszta to głównie: Żydzi oraz Niemcy, Czesi, Rosjanie i inni.
Według drugiego powszechnego spisu ludności z 1931 roku powiat liczył 255 095 mieszkańców, 35 191 było rzymskokatolickiego wyznania, 2 412 – unickiego, 185 305 – prawosławnego wyznania, 2 330 – augsburskiego, 305 – reformowanego, 27 – unijne ewangelickie, 736 osób podało wyznanie ewangelickie bez bliższego określenia, 1 833 – inne chrześcijańskie, 26 719 – mojżeszowe, 9 – inne niechrześcijańskie, 181 osób nie podało przynależności konfesyjnej.

## Podział administracyjny

### Gminy (1933/1936)
- gmina Datyń
- gmina Górniki (siedziba: Ratno)
- gmina Hołoby
- gmina Kowel (miejska)
- gmina Krymno
- gmina Kupiczów
- gmina Lubitów
- gmina Maciejów
- gmina Maniewicze
- gmina Niesuchojeże (lub gmina Niesuchoiże)
- gmina Powórsk (lub gmina Powursk)
- gmina Ratno (miejska)
- gmina Siedliszcze
- gmina Stare Koszary
- gmina Turzysk
- gmina Wielick
- gmina Zabłocie

### Miasta (1939)
- Kowel
- Ratno

## Starostowie
- Cezary Wielhorski (1920–1923)[7][8]
- Jan Emeryk (1923–)
- Władysław Błocki (1924 – 17 marca 1925)[9]
- Hipolit Niepokulczycki (17 marca 1925 – 1926)
- Jan Emeryk (1927)
- Bronisław Chodakowski (1929)
- Włodzimierz Weber (1930–1932)
- Zygmunt Kubicki (1933–1935)

## Wzmianka słownikowa z 1882 r.
"Powiat kowelski graniczy na płn. z powiatami: 
bobrujskim i kobryńskim, na wsch. z pińskim i łuckim, 
na płd. z łuckim i włodzimierskim, na zach. z włodzimierskim. 
Rozległy 6159 w. kw. 
(Stołpiański podaje 5919 w. czyli 616562 dzieś. i tak je dzieli: 
174403 dzieś. roli orn., 
96225 dz. łąk, 
28360 dzieś. wygonów, dróg, krzewów, 
259405 dzies. lasu, 
32260 dzies. wody i błota., 
25905 dzies. ogrodów i zabudowań. 
Zwierząt domowych w powiecie: 170356 
t. j. koni 13254, 
bydła rogatego 59482, 
owiec zwyczajnyeh 33178, cienko-wełnistych 25532, 
świń 37207, 
kóz 1081, 
muły 2.)
Mieszkańców 135 506 
(Stołpiański podaje 113 596: 
W tem wylicza: 
4446 katolików, 
7375 izr., 
reszta prawosławni; 
według plemion wylicza: 
32 620 małorusów, 
38 581 drewlan (?), 
9 412 bużan (?), 
4 812 żmujdzinów (!),
4480 łotyszów (!) 
i 4817 polaków; 
według stanu 1382 szlachty dziedzicznej, 362 osobistej, 1005 prawosł. duchowieństwa, 8 katolickiego, 93 żydowskiego, mieszczan 11369, włościan 94287 i i.). Dzieli się 
powiat na cztery stany t. j. okręgi policyjne: 
Maciejów, Kamień-Koszyrski, Ratne, Hołoby. 
Gmin wiejskich ma 18; miejsc zaludnionych w 
ogóle 312. Ze wszystkich powiatów gub. wołyńskiej powiat ten ma najmniej żydów: według kalendarza Hurlanda. w r. 1879-80 było 
ich 6908 męż., 4314 kob. (?). Głównem zajęciem ludności rolnictwo, ale produkcya zboża 
dotąd niewiele zapotrzebowania miejscowe 
przenosi. Wieśniacy głównie ziemniakami się 
żywią. Ogrodnictwo, sadownictwo, pszczelnictwo i rybołówstwo mało rozwinięte. Z przemysłu znane prawie wyłącznie tylko gorzelnictwo: wszystkich fabryk w powiecie (bez miasta pow.) 19; zatrudniaja. one 91 robotników 
i produkują (1880 r.) wyrobów za. 44520 rs 
Pod względem fizyograficznym powiat należy 
do Polesia, grunta ma niskie i błotniste; wyższe nieco spotykamy tylko nad brzegami rzek i 
gdzieniegdzie pośród błót i lasów; te jedynie zaludnione. Północna część powiatu niższa od 
południowej o 117 stóp czyli 13 saż. 
Jeziór jest dużo, rozrzuconych po błotach leśnych, 
otwartych, które zajmują do 1000 w. kw. t. j. 
blisko szóstą, część powiatu. Same otwarte błota, trzciną tylko i oczeretem zarosło zajmują do 
30000 dzies. Z pomiędzy jeziór odznacza się 
rozległością jeziora Tur. Rzeki powiatu kowelskiego płyną z połud. na półn.: Wyżwa, 
Turya, Stochod; w płn. za.ś stronie płynie Prypeć z zach. na wschód. Gleba roli ornej piaszczysta, gliniasta i błotna. Na błotach grube 
pokłady torfu i czarnoziemu, mieszanina próchnicy, piasku i gliny, gąbczastej budowy, na 
której rosną gęste, soczyste, wysokie trawy."